# 马家台乡
马家台乡是中国陕西省商洛市柞水县下辖的一个乡。

## 行政区划
马家台乡下辖以下行政区：
金狮村、金台村、灯塔村、金星村、田丰村、西北沟村、颜家庄村